# Wilcannia
Wilcannia est une ville australienne située dans la zone d'administration locale du Darling central, dont elle est le chef-lieu, en Nouvelle-Galles du Sud. Principalement peuplée d'aborigènes, Wilcannia a reçu une attention nationale et internationale pour la négligence gouvernementale quant aux besoins de sa communauté et de la faible espérance de vie de ses habitants qui n'est que de 37 ans pour les hommes autochtones. La qualité de l'eau est mauvaise et les habitants doivent utiliser de l'eau transportée depuis Broken Hill à près de 200 kilomètres de là.

## Géographie
Wilcannia est établie dans le sud-ouest de la Nouvelle-Galles du Sud, sur le cours du Darling où la Barrier Highway passe au-dessus de la rivière, à 950 km km à l'ouest de Sydney, dans une région semi-aride où l'économie est basée sur l'élevage extensif du mouton.

## Démographie
La population s'élevait à 745 habitants en 2016.

## Galerie

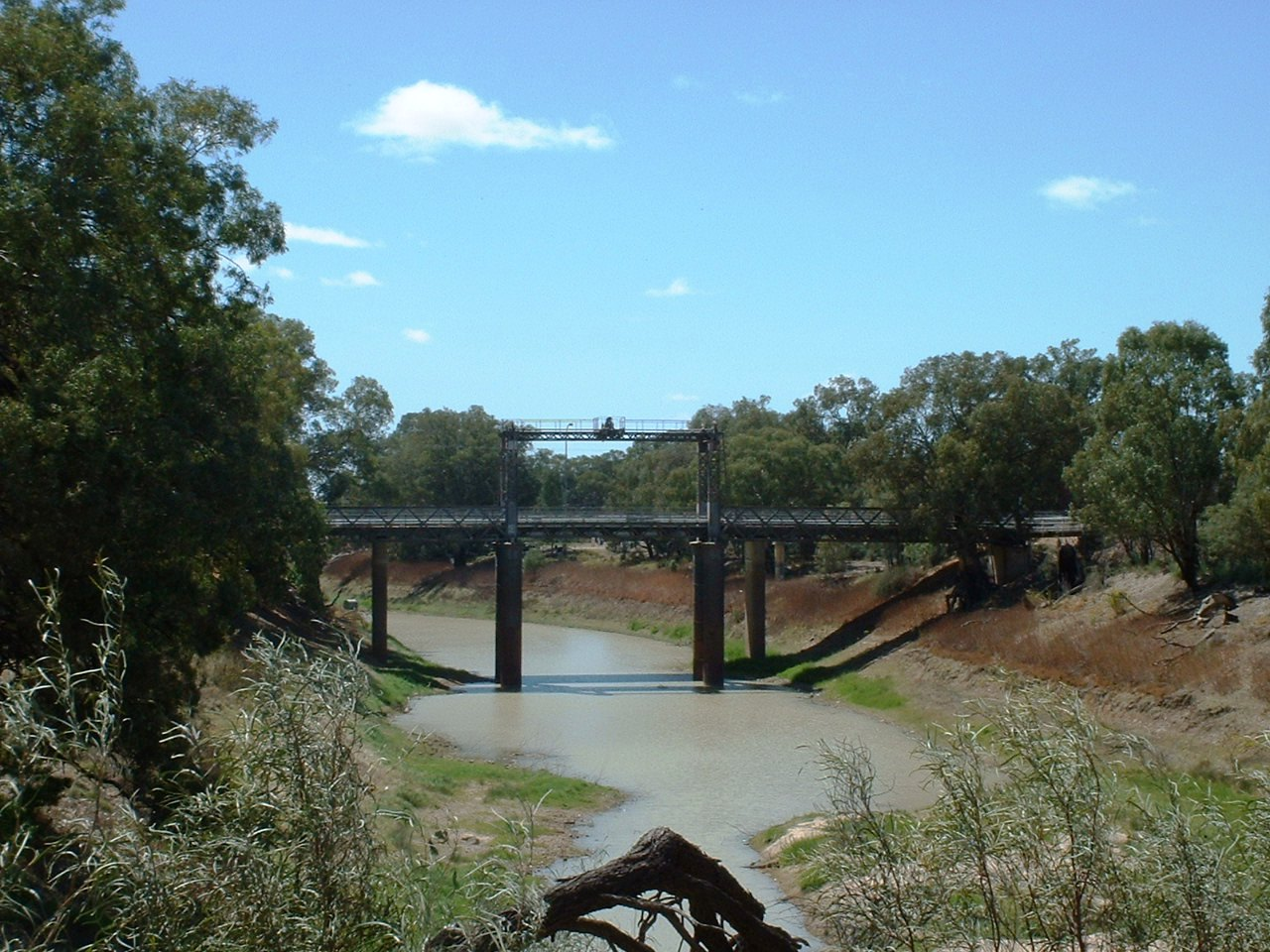
La Barrier Highway traverse le Darling.